# Ammara Pinto
Ammara Pinto (sinh ngày 14 tháng 9 năm 1997) là một vận động viên bơi lội người Malawi. Cô đã tham dự Thế vận hội Mùa hè 2016 trong sự kiện tự do 50 mét nữ; thời gian 30,32 giây của cô ấy trong lượt bơi của mình không đủ điều kiện để cô lọt vào bán kết.